# Чемпіонат світу з хокею із шайбою 2015 (дивізіон II)
Чемпіонат світу з хокею із шайбою 2015 — чемпіонат світу з хокею із шайбою, який пройшов у Ісландії та Південно-Африканській Республіці з 13 квітня по 19 квітня.

## Учасники

### Група А
| Збірна    | Результати 2014 року                |
| --------- | ----------------------------------- |
| Румунія   | 6-е місце Дивізіон І В.             |
| Ісландія  | Господарі, 2-е місце Дивізіон ІІ А. |
| Сербія    | 3-є місце Дивізіон ІІ А.            |
| Австралія | 4-е місце Дивізіон ІІ А.            |
| Бельгія   | 5-е місце Дивізіон ІІ А.            |
| Іспанія   | 1-е місце Дивізіон ІІ B.            |

### Група В
| Збірна        | Результати 2014 року                |
| ------------- | ----------------------------------- |
| Ізраїль       | 6-е місце Дивізіон ІІ А.            |
| Мексика       | 2-е місце Дивізіон ІІ В.            |
| Нова Зеландія | 3-є місце Дивізіон ІІ В.            |
| Китай         | 4-е місце Дивізіон ІІ В.            |
| ПАР           | Господарі, 5-е місце Дивізіон ІІ В. |
| Болгарія      | 1-е місце Дивізіон ІІІ.             |

### Судді
ІІХФ обрала 8 головних суддів, і 14 лінійних, для забезпечення судійства на чемпіонаті світу. Список суддей наступний:
Група А
| Головні судді - Ведран Крчелич - Ліам Сьюелл - Рой Гансен - Павел Мешунські | Лайнсмени - Майкл Джонстон - Марко Сакович - Томас Кайо - Сіндрі Гуннарссон - Оррі Сігмарссон - Максимс Богдановс - Гавар Даль |

Група В
| Головні судді - Макс Ребешин - Андрій Сіманков - Томаш Оролін - Олексій Рощчин | Лайнсмени - Крістофер Гуртік - Вітаутас Лукошевічюс - Марко Морі - Бенас Якшус - Джонатан Бюргер - Парк Хун-со - Марк-Генрі Проджин |

## Група А
| М | Збірна    | І | В | ВО | ПО | П | Ш       | О  | Румунія | Бельгія | Сербія | Іспанія | Ісландія | Австралія |
| - | --------- | - | - | -- | -- | - | ------- | -- | ------- | ------- | ------ | ------- | -------- | --------- |
| 1 | Румунія   | 5 | 4 | 1  | 0  | 0 | 27 - 11 | 14 |         | 4 - 3   | 8 - 4  | 7 - 1   | 3 - 2    | 5 - 1     |
| 2 | Бельгія   | 5 | 2 | 1  | 0  | 2 | 22 - 15 | 8  | 3 - 4   |         | 3 - 2  | 6 - 2   | 0 - 3    | 10 - 4    |
| 3 | Сербія    | 5 | 1 | 1  | 2  | 1 | 18 - 22 | 7  | 4 - 8   | 2 - 3   |        | 4 - 3   | 5 - 4    | 3 - 4     |
| 4 | Іспанія   | 5 | 2 | 0  | 1  | 2 | 16 - 20 | 7  | 1 - 7   | 2 - 6   | 3 - 4  |         | 4 - 2    | 6 - 1     |
| 5 | Ісландія  | 5 | 2 | 0  | 1  | 2 | 17 - 13 | 7  | 2 - 3   | 3 - 0   | 4 - 5  | 2 - 4   |          | 6 - 1     |
| 6 | Австралія | 5 | 0 | 1  | 0  | 4 | 11 - 30 | 2  | 1 - 5   | 4 - 10  | 4 - 3  | 1 - 6   | 1 - 6    |           |

### Нагороди
Найкращі гравці, обрані дирекцією ІІХФ.
- Найкращий воротар:  Артур Легранд
- Найкращий захисник:  Аттіла Гога
- Найкращий нападник:  Бйорн Сігурдарссон

IIHF.com [Архівовано 27 квітня 2015 у Wayback Machine.]
Найкращі гравці кожної з команд
- Адам Герич
- Браян Колодзейчук
- Пабло Пуєлло
- Біркір Арнасон
- Роберто Гліга
- Марко Сретович

IIHF.com [Архівовано 5 березня 2016 у Wayback Machine.]

## Група В
| М | Збірна        | І | В | ВО | ПО | П | Ш       | О  | КНР    | Нова Зеландія | Мексика | Болгарія | Ізраїль | ПАР   |
| - | ------------- | - | - | -- | -- | - | ------- | -- | ------ | ------------- | ------- | -------- | ------- | ----- |
| 1 | Китай         | 5 | 4 | 1  | 0  | 0 | 33 - 15 | 14 |        | 7 - 4         | 5 - 2   | 10 - 3   | 4 - 3   | 7 - 3 |
| 2 | Нова Зеландія | 5 | 3 | 0  | 0  | 2 | 21 - 17 | 9  | 4 - 7  |               | 5 - 3   | 5 - 1    | 6 - 3   | 1 - 3 |
| 3 | Мексика       | 5 | 3 | 0  | 0  | 2 | 24 - 15 | 9  | 2 - 5  | 3 - 5         |         | 9 - 1    | 6 - 3   | 4 - 1 |
| 4 | Болгарія      | 5 | 2 | 0  | 0  | 3 | 17 - 30 | 6  | 3 - 10 | 1 - 5         | 1 - 9   |          | 10 - 5  | 2 - 1 |
| 5 | Ізраїль       | 5 | 1 | 0  | 1  | 3 | 20 - 29 | 4  | 3 - 4  | 3 - 6         | 3 - 6   | 5 - 10   |         | 6 - 3 |
| 6 | ПАР           | 5 | 1 | 0  | 0  | 4 | 11 - 20 | 3  | 3 - 7  | 3 - 1         | 1 - 4   | 1 - 2    | 3 - 6   |       |

### Нагороди
Найкращі гравці, обрані дирекцією ІІХФ.
- Найкращий воротар:  Дімітар Димитров
- Найкращий захисник:  Даніель Співак
- Найкращий нападник:  Гектор Маджул

IIHF.com [Архівовано 27 квітня 2015 у Wayback Machine.]
Найкращі гравці кожної з команд
- Ніколай Божанов
- Ку Йїдон
- Ілля Спектор
- Гектор Маджул
- Ніколас Гендерсон
- Утман Самаай

IIHF.com [Архівовано 18 квітня 2016 у Wayback Machine.]